# Sant Cristòfol de Llúgols
Sant Cristòfol de Llúgols, o Sant Cristau, és l'església antigament parroquial del poble de Llúgols, de la comuna nord-catalana de Rià i Cirac, a la comarca del Conflent.
És al sector nord-oest del terme, un pèl separada al nord-oest del petit poble de Llúgols, del qual era l'església parroquial.

## Història
El primer esment de Llúgols és en un document de donació del 977 d'uns alous a l'abadia de Sant Miquel de Cuixà, tot i que l'església no consta fins a l'any 1346, en un llegat de Pere Laila, de Cornellà de Conflent. L'església es convertí en ermita el segle xvii, quan el poble de Llúgols patí un quasi total despoblament. Una talla del segle xiv de tradició romànica procedent d'aquesta es conserva a Sant Vicenç de Rià.

## Arquitectura
És una església romànica d'una sola nau coberta amb volta de canó llis, lleugerament apuntada, capçada a llevant per un absis semicircular, al centre del qual hi ha una finestra de doble esqueixada. La porta i una altra finestra de doble esqueixada s'obren a la façana meridional. L'església té actualment dues petites capelles laterals, buidades en els murs perimetrals i sense que s'acusin a l'exterior. L'aparell de l'església, fet de còdols rústecs, i es pot datar a finals del segle xi o principis del XII.